# Яскевич, Валерия Руслановна
Вале́рия Русла́новна (Ле́ра) Яске́вич (бел. Валерыя Русланаўна Яскевіч; род. 10 февраля 1999, Богушевск, Витебская область) — белорусская певица, видеоблогер, участница украинского шоу «Х-фактор. 8 сезон».

## Биография
Родом из Богушевска Витебской области. Училась в БГУКИ, однако прервала обучение ради сольной карьеры. Youtube-канал завела в 2012 году, заполняя его каверами на различные песни. На январь 2023 года число подписчиков превышает 670 тысяч.
В 2017 году Лера стала участницей украинского шоу талантов X-Factor.
С 2018 года Лера начала выпускать авторский материал, клипы на её песни появляются на музыкальных каналах в России, Белоруссии и Украины, регулярно дает интервью крупным белорусским СМИ и участвует спикером в сфере видеоблогинга.
Даёт концертные туры, является приглашенным артистом музыкальных фестивалей, проводимых в Белоруссии, России и Украине.
В 2020 году накануне и после президентских выборов в Белоруссии поддержала мирные акции солидарности.
В 2022 году переехала в Польшу.

## Творчество
Её творчество регулярно освещается в белорусских и российских музыкальных медиа.

### Дискография
Альбомы
- «Музыка из кармана» (2020)
- «Привязанность» (2019)
- «YOLO» (2019)

Синглы
- «Месяц»
- «Добро пожаловать»
- «Весной»
- «Она горит»
- «До встречи»
- «Унеси»
- «Давай не будем»
- «Алиби»
- «JOHN»

### Видеография
| Год  | Клип             |
| ---- | ---------------- |
| 2020 | «Хороший доктор» |
| 2018 | «JOHN»           |
| 2018 | «Давай не будем» |
| 2018 | «Рух»            |

### Награды
- Победительница первого музыкального YouTube-шоу страны «Смелее» от Альфа-Банка[14].
- Jager Music Awards (2019) в номинации «Young Blood, People’s Choice, Беларусь»[15].
- «Песня года в Беларуси» (2020) в номинации «Открытие года»[16].